# Paukenhund

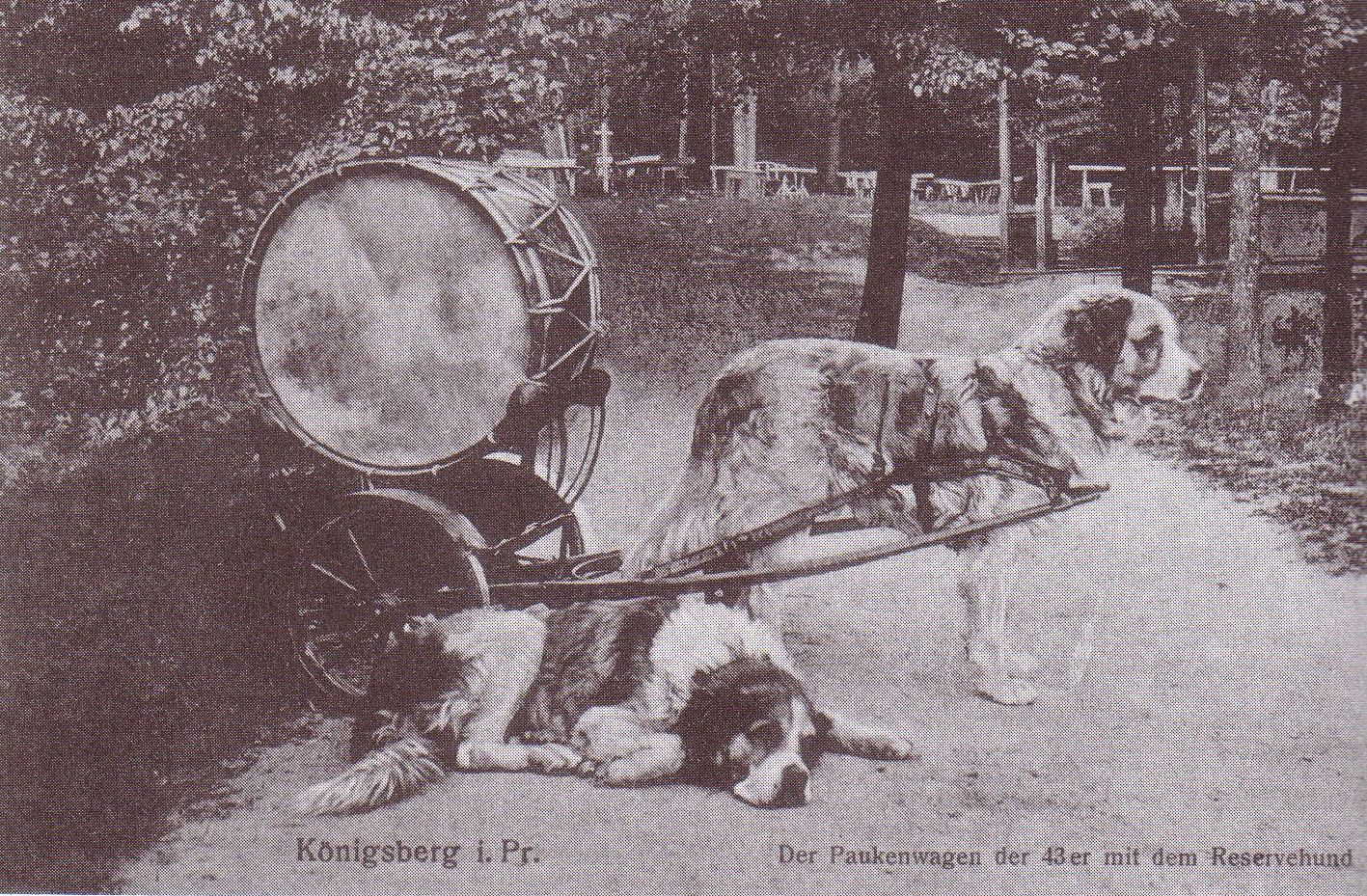
Paukenhunde der 43er

Paukenhunde waren Zughunde, die bei der österreichischen Armee zum Ziehen des Paukenwagens in der Regimentskapelle der Infanterieregimenter im 19. Jahrhundert verwendet wurden.

## Geschichte
In den Heeren Österreichs wurden immer wieder Hunde zum Ziehen leichterer Lasten bis etwa 50 kg eingesetzt. Im 19. Jahrhundert wurde in vielen Infanterieregimentern die zur Regimentskapelle gehörige Pauke von einem großen Hund (meist Bernhardiner, auch Rottweiler) gezogen. Besonders gut publiziert sind im deutschen Schrifttum vor allem die Hunde, die zum Ziehen eines erbeuteten derartigen Paukenwagens verwendet wurden.

### Die Paukenhunde des preußischen Infanterie-Regiments Nr. 43
In der Schlussphase der Schlacht bei Königgrätz eroberte das Infanterie-Regiment „Herzog Karl von Mecklenburg-Strelitz“ (6. Ostpreußisches) Nr. 43 den Paukenwagen des k.k. Infanterie-Regiments Karl Salvator von Toskana Nr. 77 nahe dem Orte Rosberitz. Der Bernhardinerhund, der ihn gezogen hatte, lag erschossen vor dem Paukenwagen, nach anderer Quelle war er zwar getroffen, verteidigte aber gleichwohl mit letzter Kraft „seinen“ Paukenwagen. Dem siegreiche Regiment gelang es, den Paukenwagen, dessen Trommelfell auch einige Schüsse abbekommen hatte, zu reparieren und einen Bernhardiner zu seiner Bespannung aufzutreiben, der den Namen Sultan erhielt. Nach Ende des Deutschen Krieges wurde der Paukenwagen vom Regiment in seine Garnisonsstadt Königsberg i. Pr. mitgenommen, jedoch kam es schon am 1. September 1866 auf dem Marsch nach Nürnberg zu einem ersten Zwischenfall: Sultan, erschreckt durch die dumpfen Töne der hinter ihm befindlichen Trommel, riss nach vorne aus und durchbrach die Reihe der vor ihm marschierenden Hautboisten, die jäh verstummten. Aber schon bald konnte er an seine neue Aufgabe gewöhnt werden. „Beim Einzug in Königsberg war Sultan der Hauptanziehungspunkt: Zarte Hände wetteiferten, ihn zu streicheln und mit Milch und Kuchen zu traktieren“.
Durch Allerhöchste Kabinetts-Ordre vom 9. März 1867 gestattete der preußische König Wilhelm I. dem Regiment „für ewige Zeiten“ die Führung dieser Pauke nebst dazugehörigem Fuhrwerk und besichtigte sie zwei Jahre später während des Königsmanövers 1869. Als 1895 zum Schluss eines Kaisermanövers das Regiment am anwesenden österreichischen Kaiser Franz Joseph vorbeimarschierte, verzichtete man taktvollerweise auf die Mitnahme des Paukenwagens.
Der Paukenhund war bei allen Militärparaden und beim Aufzug der Königsberger Schlosswache zum Choralblasen dabei. Außer dem „Hauptpaukenhund“ gab es immer noch einen „Lehrling“, welcher nach und nach ausgebildet wurde. Üblicherweise hießen die Hunde „Sultan“ oder „Pascha“. Ein besonders gelehriges Tier war „Nero“: Er war mit den bei der Wachparade vorkommenden Kommandos vertraut: Bei „Rührt Euch!“ legte er sich hin, bei „Stillgestanden“! sprang er auf, und bei „Augen rechts!“ drehte er den Kopf nach rechts. Er kannte die Wohnungen der Offiziere, denen von Fall zu Fall ein Morgenständchen gebracht wurde. Der Paukenschläger brauchte nur zu sagen: „Zum Major A in die X-Straße!“ und der Hund trottete los und wartete vor dem angegebenen Haus auf sein Herrchen. Auch die Hunde wurden militärischer Sitte folgend befördert: Gefreiter, später Unteroffizier, Sergeant und zum Schluss Feldwebel, ihre Dienstgradabzeichen trugen sie entsprechend am Halsband. Einmal musste Sultan mit drei Tagen Mittelarrest bestraft werden: Beim Aufziehen der Wache erroch er eine läufige Hündin. Ehr- und pflichtvergessen sauste er hinter seiner Angebeteten her: Die Pauke kullerte vom Wagen, und Sultan war samt Karren verschwunden und konnte erst später wieder eingefangen werden.
Bei Ausbruch des Ersten Weltkrieges kamen natürlich auch beide Hunde mit ins Feld. Im Rahmen der Schlacht bei Tannenberg wären sie bei Groß-Dankheim fast in die Hände der Russen gefallen, wenn der Feldwebel Fritz Purwin sie nicht durch einen Vorstoß gerettet hätte. Sie begleiteten das Regiment bis 1916 an allen Fronten, erst dann schickte man sie zurück in die Heimat.
Nach dem Ersten Weltkrieg musste der letzte „Pascha“ seinen Abschied nehmen. Auf einem Gut erhielt er sein Gnadenbrot. Albert Krantz leitete das Musikkorps des Regiments von 1883 bis 1920.
Bei der Aufstellung der Reichswehr wurde Königsberg Garnison des 1. (Preußischen) Infanterie-Regiments. Als Traditionsträger des IR 43 bezog es die Trommelplatzkaserne. Die Königsberger Vereinigung ehemaliger 43er wünschte das Wiederaufleben der Paukenhund-Tradition. Ein Mitglied entdeckte den Paukenwagen zufällig im Stadtgeschichtlichen Museum Königsberg. Er wurde nach den Kriegsschäden instand gesetzt. Der Kaufmann Karlitzki schenkte dem Regiment einen „prächtigen“ Bernhardiner, dem bald der zweite vom Offizierkorps des alten Regiments folgte. Mit der Verlegung des Regiments kamen die Hunde für kurze Zeit nach Insterburg.
Als die Wehrmacht gegründet wurde, blieb das Regiment in Königsberg. Sein III. Bataillon wurde Traditionsträger des IR 43. Die beiden Paukenhunde Pascha und Sultan blieben die einzigen Paukenhunde in der Wehrmacht. Die Betreuung und Abrichtung für den militärischen Dienst im Musikkorps oblag dem Große-Pauke-Schläger. Die Hunde machten noch den Polenfeldzug mit, blieben dann aber in Königsberg. In der Schlacht um Königsberg im April 1945 erschoss der langjährige Betreuer Ohlhorst seine Frau, seine Kinder, den Hund und sich selbst.

### Pauke und Karren
Die Paukenkessel trug das Wappen mit dem Doppeladler des Kaisertums  Österreich, flankiert von den Truppenfahnen des Regiments, darunter auf einem Schleifenband die Inschrift k.u.k. Linien-Regiment 77. Der Kessel war in blauer Farbe gehalten. Die Reifen, die die Trommelfelle hielten, waren schwarz-gelb. Bis zum großen Herbstmanöver 1937 in Mecklenburg und Vorpommern hatte der Karren für die Trommel Eisenbereifung. In dem Manöver entdeckten Vertreter der Continental AG das Gefährt. Das Unternehmen lieferte eigens gefertigte Gummireifen, die den Dienst der Hunde wesentlich erleichterten.

### Die Paukenhunde des preußischen Infanterie-Regiments Nr. 50
Weniger bekannt ist, dass auch das 3. niederschlesische Infanterie-Regiment Nr. 50 einen entsprechenden Paukenwagen führte: Das 2. schlesische Dragoner-Regiment Nr. 8 hatte ihn 1866 ebenfalls in der Schlacht von Königgrätz erbeutet und noch auf dem Schlachtfeld dem Infanterie-Regiment geschenkt. Hier genehmigte König Wilhelm I. bereits durch A.K.O. vom 6. Oktober 1866 die Erlaubnis zum Führen des Paukenwagens.